# Vinyl
Vinyl – amerykański serial telewizyjny (dramat muzyczny) wyprodukowany przez HBO oraz Jagged Films. Twórcami serialu są Mick Jagger, Martin Scorsese, Rich Cohen i Terence Winter. Premierowy odcinek został wyemitowany 14 lutego 2016 roku przez HBO.
19 lutego 2016 roku, stacja HBO zamówiła drugą serię serialu, którą następnie anulowała 23 czerwca 2016.
W Polsce serial był emitowany od 15 lutego 2016 roku do 18 kwietnia 2016 roku przez HBO Polska.

## Fabuła
Akcja serialu dzieje się w latach 70. w Nowym Jorku. Fabuła skupia się na Richiem Finestrze, prezesie wytwórni muzycznej, który stara się utrzymać swoją firmę na rynku muzycznym.

## Obsada

### Główna
- Bobby Cannavale jako Richie Finestra[5]
- Olivia Wilde jako Devon Finestra, żona Richiego[6]
- Ray Romano jako Zak Yankovich[7]
- Ato Essandoh jako Lester Grimes
- Max Casella jako Julian „Julie” Silver[8]
- P. J. Byrne jako Scott Leavitt, prawnik wytwórni[9]
- J. C. MacKenzie jako Skip Fontaine[10]
- Birgitte Hjort Sørensen jako Ingrid, aktorka[10]
- Juno Temple jako Jamie Vine[11]
- Jack Quaid jako Clark Morelle[8],
- James Jagger jako Kip Stevens, punk-rocker[10]
- Paul Ben-Victor jako Maury Gold

### Drugoplanowe role
- Emily Tremaine jako Heather
- Griffin Newman jako Casper
- Andrew Dice Clay jako Frank „Buck” Rogers, uzależniony od kokainy właściciel stacji radiowej[10]
- Bo Dietl jako Joe Corso
- Robert Funaro jako Tony Del Greco, gangster[10]
- John Cameron Mitchell jako Andy Warhol
- Joe Caniano jako Leo, szofer Finstera[10]
- Val Emmich jako Alex
- Christian Peslak jako młody David Johansen
- Lena Olin jako Pani Fineman (matka Jamie Vine)

## Odcinki
| Sezon | Sezon | Odcinki | Oryginalna emisja | Oryginalna emisja | Oryginalna emisja | Oryginalna emisja | Oryginalna emisja |
| Sezon | Sezon | Odcinki | Premiera sezonu   | Finał sezonu      | Premiera sezonu   | Finał sezonu      |                   |
| ----- | ----- | ------- | ----------------- | ----------------- | ----------------- | ----------------- | ----------------- |
|       | 1     | 10      | 14 lutego 2016    | 17 kwietnia 2016  | 15 lutego 2016    | 18 kwietnia 2016  |                   |

### Sezon 1 (2016)
| #  | Tytuł               | Reżyseria       | Scenariusz                                                               | Premiera HBO     | Premiera HBO Polska |
| -- | ------------------- | --------------- | ------------------------------------------------------------------------ | ---------------- | ------------------- |
| 1  | Pilot               | Martin Scorsese | Rich Cohen, Mick Jagger, Martin Scorsese, Terence Winter, George Mastras | 14 lutego 2016   | 15 lutego 2016      |
| 2  | Yesterday Once More | Allen Coulter   | Terence Winter                                                           | 21 lutego 2016   | 22 lutego 2016      |
| 3  | Whispered Secrets   | Mark Romanek    | Jonathan Tropper, Debora Cahn, Adam Rapp                                 | 28 lutego 2016   | 29 lutego 2016      |
| 4  | The Racket          | S. J. Clarkson  | Debora Cahn                                                              | 6 marca 2016     | 7 marca 2016        |
| 5  | He in Racist Fire   | Peter Sollett   | Adam Rapp                                                                | 13 marca 2016    | 14 marca 2016       |
| 6  | Cyclone             | Nicole Kassell  | Carl Capotorto, Erin Cressida Wilson                                     | 20 marca 2016    | 21 marca 2016       |
| 7  | The King and I      | Allen Coulter   | David Matthews                                                           | 27 marca 2016    | 28 marca 2016       |
| 8  | E.A.B.              | Jon S. Baird    | Riccardo DiLoreto & Michael Mitnick                                      | 3 kwietnia 2016  | 4 kwietnia 2016     |
| 9  | Rock and Roll Queen | Carl Franklin   | Debora Cahn                                                              | 10 kwietnia 2016 | 11 kwietnia 2016    |
| 10 | Alibi               | Allen Coulter   | Terence Winter                                                           | 17 kwietnia 2016 | 18 kwietnia 2016    |

## Produkcja
2 grudnia 2014 roku, HBO zamówiła pierwszy sezon serialu